# Воскресењска саборна црква (Стараја Руса)
Воскресењска саборна црква (рус. Храм Воскресения Христова) православни је храм под ингеренцијом Руске православне цркве. Налази се у граду Стараја Руса, на подручју Староруског рејона Новгородске области, на северозападу европског дела Руске Федерације. Црква је посвећена Васкрсењу Христовом.
Налази на листи културног наслеђа Руске Федерације под бројем 5310128000.

## Историјат и архитектура
На месту садашерг храма постојала је током XVII века мања дрвена црква посвећена Покрову Пресвете Богородице. Тачан датум њеног подизања није познат, али је извесно да је подигнута пре 1611. године и напада Швеђана на то подручје. Током 1690-их тадашњи староруски управник Михаил Сомров доноси одлуку да се обнови у то време запуштени храм. У периоду 1692–1696. саграђена је малена четвороугаона камена грађевина (димензија 16х17,7 метара, без апсиде) посвећена Васкрсењу Господњем. Новосаграђени храм освештао је 1697. тадашњи новгородски митрополит Јевфимија.
Првобитни двоетажни звоник срушен је 1797, а уместо њега је четири године касније подигнут четвороетажни звоник. На трећем нивоу новог звоника налазио се часовник (постављен 1811) и 8 звона која су се оглашавала на сваких четврт часа. До средине XIX века постављена су још два звона (укупно 10).
Храм су 1936. совјетске власти национализовале и користиле у различите сврхе. Током Другог светског рата немачка команда је користила порту храма као коњушницу, а сам храм је у борбама претрпео велика оштећења. После рата црква је служила као кафана, биоскоп и на крају као војни музеј. Руској православној цркви враћен је тек 1992. године, а интензивни радови на реконструкцији објекта започели су 2007. године. Између осталог на куполе је постављена позлата, а фасада је обојена у јарко црвену боју (иако је оригинална боја фасаде била жута). У мају 2009. на куполе је постављено и освештано укупно 9 позлаћених крстова. Радове на реконструкцији финансирало је Министарство културе Руске Федерације.